# The Elder Scrolls Online
Elder Scrolls Online este un joc online multiplayer, dezvoltat de ZeniMax Online Studios și publicat de Bethesda Softworks .   A fost lansat pentru Microsoft Windows și OS X în aprilie 2014.  Este parte din seria Elder Scrolls, din care este prima tranșă multiplayer . 
Ca și în cazul altor jocuri din franciza The Elder Scrolls, acțiunea jocului se desfașoară pe continentul Tamriel și prezintă o poveste care nu este legată direct de celelalte jocuri. Elder Scrolls Online a fost în curs de dezvoltare timp de șapte ani înainte de lansarea sa în 2014. Inițial a primit recenzii mixte, dar acestea s-au îmbunatatit semnificativ odata cu relansarea si rebrandingul intitulat The Elder Scrolls Online: Tamriel Unlimited, criticii lăudând schimbările apărute. 
Similar cu alte MMORPG-uri, The Elder Scrolls Online a folosit inițial un model de abonament lunar obligatoriu, până când a trecut la un model buy-to-play cu microtransacții și un abonament opțional în martie 2015. Jocul a fost redenumit ca The Elder Scrolls Online: Tamriel Unlimited   și lansat pentru consolele PlayStation 4 și Xbox One în iunie 2015. În februarie 2017, jocul avea aproximativ un milion de jucători activi lunar, cu peste 8,5 milioane de jucători în total de la lansare. În iunie 2017, a fost anunțat că mai mult de 10 milioane de jucători au jucat jocul de la lansare și că jocul a avut aproximativ 2,5 milioane de jucători activi pe lună.   